# Pstrążna
Pstrążna (niem. Pstrzonsna) – wieś w Polsce położona w województwie śląskim, w powiecie rybnickim, w gminie Lyski.
Po wojnie siedziba gminy Pstrążna. W latach 1975–1998 miejscowość administracyjnie należała do województwa katowickiego.
Przez miejscowość przepływa niewielka struga Sumina, dopływ Rudy.
Obszar wsi – 395 ha.
Wzniesienie Pstrążnej: od 230 do 282,2 m n.p.m. (Podlesie).

## Rys historyczny
W pierwszym historycznym zapisie z roku 1335 nazwa wioski brzmi "Psdrazno".
Zapis nazwy wioski w poszczególnych okresach:
- 1408 r.– Pstranzna
- 1472 r. – „ze Pstruzney”
- 1478 r. – „ze Pstruzne”
- 1652 r. – „Pstruzna”
- 1687 r. – „Pstronzna”
- 1478 r. – „Pstrontzna”
- 1855 r. – „Psrzonsna”
- zniemczona nazwa z 1908 r. – „Fischgrund”

Nazwa wioski oznacza miejsce dawnego licznego występowania pstrągów w rzece Sumince lub też miejscowych stawach.
Pierwszy posiadacz folwarku w Pstrążnej – Mikołaj Mozga, w 1538 r. zapisał połowę swojego majątku swej pierwszej żonie z d. Zdarza, a w 1541 r. drugiej swej żonie Annie z d. Zawada. Kolejni właściciele majątku: od 1554 r. – Jerzy von Zasuski-Macerowski, Adam Bies, Larysz, Mordeis, Freistein, Kotulinski, Freiher, Tost, Schweinischen, Rochowski, Gebauer, Stein, Marcin Schultz. W 1905 r. Marcin Schultz sprzedał majątek w Pstrążnej dla skarbu pruskiego, od którego dzierżawił go rotmistrz Fryderyk Lonczyk. Od chwili powstania w 1918 r. państwa polskiego majątek ten przeszedł na rzecz skarbu polskiego (po ustaleniu granicy zachodniej w 1922 r.). W latach 1924 – 1936 dzierżawcą majątku był Adam Sikora.
Położone w rejonie Pstrążna – Podlesie pola folwarku zostały rozparcelowane i powstała tam nowa kolonia gospodarstw chłopskich. Część ziemi wykupili miejscowi chłopi, a resztę Alojzy Kot dla swego syna Władysława. Po roku 1945 część ziemi p. Kota zagarnęła Spółdzielnia Produkcyjna i PGR Kornowac. Kolejnym właścicielem ziemi jest Jolanta Kota, córka Władysława.

### Herb wioski
Na niebieskim tle postać rybaka z gołą głową, niosącego na drążku, położonym na ramionach, po jednej sieci z każdej strony (od 1835 r.) W nowszej wersji herbu zamiast sieci są wiadra (od 1921 r.).

### Szkolnictwo
Przy kościele istniała 2 izbowa drewniana Szkoła Parafialna, gdzie uczył Hawer. Do roku 1871 naukę w szkole prowadzono w języku polskim, a od 1872 r. uczono po niemiecku. Nowa murowana szkoła 3 klasowa z mieszkaniami dla nauczycieli oddana została do użytku w 1863 r. Budowę szkoły sfinansowało państwo oraz mieszkańcy parafii. Naukę w języku polskim ponownie rozpoczęto w szkole dopiero w 1922 r. Działali tu tacy pedagodzy jak: Emilia Winigrad (pierwszy polski kierownik szkoły), Julia Gałeczka, Otton Porażyk, Alojzy Tengler – długoletni kierownik szkoły również i po 1945 r., aż do przejścia na emeryturę (także organista w miejscowym kościele). Podczas działań wojennych w 1945 r. szkoła uległa spaleniu i została odbudowana w 1947 r. W 1966 – 1969 r. wybudowano nową szkołę podstawową (obecnie Szkoła Podstawowa im. Kazimierza Wielkiego).

### Dane statystyczne
Pstrążna w roku 1861 liczyła 274 mieszkańców. Zabudowę stanowiło 34 głównie drewnianych budynków mieszkalnych oraz 40 budynków gospodarskich. Żywy inwentarz przedstawiał się: 19 koni, 58 szt. bydła rogatego, świń 33, 53 owce oraz 2 kozy. Dworskie pola liczyły 943 morgi, chłopskie 390 mórg (było to już po uwłaszczeniu). 
Wieś opłacała następujące rodzaje podatków: od budynków – 4 talary, gruntowy – 78 talary, przemysłowy – 22 talary oraz klasyfikacyjny – 103 talary. Podatek przemysłowy pobierano od rzemieślników, sklepikarzy oraz młynarzy.
Istniały też dwa młyny napędzane wodą z koryta rzeczki Suminki. Ich właścicielami byli Jęczmionka, a następnie Utrata (młyn ten istniał obok drogi z Pstrążnej do Rzuchowa) oraz Joan, a po nim przejął go Sitek, ten zaś młyn umiejscowiony był u styku wioski Dzimierz nad Suminką.
Ludność utrzymywała się głównie z uprawy roli, przekształcając się w części wraz z rozwojem kopalń i przemysłu w górników i rzemieślników.
Kolejny spis urzędowy z 1910 r. wykazał w Pstrążnej 492 mieszkańców.
Rozwinięty ruch POW i powstańczy przeprowadził potyczki w czasie I i II powstania śląskiego. Wybitni organizatorzy tego ruchu: Emanuel Szymera, Franciszek Staniczek, Józef Depta, zaś aktywnym działaczem Katolickiego Związku Zawodowego na kopalni „Anna” w Pszowie był Teodor Staniczek. 9 kompanię V Powstańczego Pułku Rybnickiego wystawiła parafia Pstrążna i wioski przynależne do parafii Pstrążna. Dowódcą kompanii był Emanuel Szymera. Kompania ta 3 maja 1921 r. opanowała miejscowość i udała się na front. Powrót 9 kompanii z III powstania śląskiego upamiętnia tablica umiejscowiona przed wioską od strony Dzimierza.
Podczas Plebiscytu do głosowania było uprawnionych w Pstrążnej 278 osób, w tym przywiezionych emigrantów 62. Opowiedziało się za przyłączeniem Śląska do Polski 165, do Niemiec 107.
W okresie międzywojennym Naczelnikiem Gminy Pstrążna był Karol Porwoł. W tym czasie wybudowana została droga bita Dzimierz – Pstrążna – Rzuchów. Z polskich organizacji działały tu: Związek Powstańców Śląskich, Towarzystwo Matek Polek i Młodych Polek oraz mniejszościowe organizacje niemieckie.
W czasie okupacji Naczelnikiem Gminy był Mika Wilhelm, zaś Ortsgrupenleitrem Eugeniusz Gentner – rodowity Niemiec. Na tablicy pamiątkowej w miejscowym kościele parafialnym jest wykaz osób, które poniosły śmierć w obozach koncentracyjnych jak i też z rąk żołnierzy radzieckich.
Inwestycje w wiosce w latach 1945 – 1993:
- wybudowanie wodociągu wiejskiego,
- remont dachu i zewnętrznej elewacji kościoła,
- 1966 – 1969 r. wybudowanie nowej szkoły podstawowej (obecnie Szkoła Podstawowa im. Kazimierza Wielkiego),
- wybudowanie przez GS piekarni, pawilonu sklepowego, magazynów, warsztatu mechanicznego i punktu skupu żywca,
- nałożenie nawierzchni asfaltowej na przelotową drogę z Dzimierza w kierunku Rzuchowa,
- wyasfaltowanie dróg bocznych w obrębie wioski,
- wybudowanie nowej drogi asfaltowej w kierunku Łańc,
- wybudowanie boiska sportowego,
- powstanie Spółdzielni Produkcyjnej,
- wybudowanie budynku wraz z zapleczem technicznym Kółka Rolniczego,
- objęcie wsi komunikacją PKS z dwoma przystankami.

## Parafia
Powstanie parafii nastąpiło prawdopodobnie w połowie XIII w. (podobnie jak w Lyskach). W pierwszym historycznym zapisie z roku 1335 istniał tu już kościół parafialny. W 1341 r. poświęcono nowy kościół, który przetrwał do 1679 r. W 1684 r. zbudowano drewniany kościół, rozebrany w 1903 r.
Obecny kościół parafialny pw. św. Mikołaja został zbudowany w 1905 r. Marcin Schultz wówczas na rzecz budującego się nowego kościoła zapisał 6 ha ziemi i gotówkę w wys. 8 000 złotych marek.
Jest to świątynia murowana, neoromańska, orientowana, jednonawowa z transeptem, od wsch. półkolista absyda. Przy transeptach półkoliste absydy. Od zach. czworoboczna, trójkondygnacyjna wieża, w dolnej części poszerzona, ujęta kolistymi klatkami schodów na chór muzyczny. Nad nawą czworoboczna wieżyczka sygnaturki, z latarnią i hełmem ostrosłupowym. Ściany oszkarpowane, w górnej części potynkowane, z ceglastymi fryzami arkadkowymi. Okna trójdzielne z półkolistymi obramieniami. W wieży biforium. Portal półkolisty, flankowany kolumnami kompozytowymi. Dach dwuspadowy, kryty dachówką. Hełm wieży otrosłupowy, kryty blachą. Nad absydami daszki pokryte blachą. W transepcie ołtarze neobarokowe. Chrzcielnica kamienna, polichromowana z XVIII w. Kropielnica kamienna, w bocznej kruchcie z XVII w. Na konsolach w absydzie i w transepcie figury z dawnego kościoła, m.in. Matki Boskiej z Dzieciątkiem i św. Jana Ewangelisty XVII w. Chór muzyczny wsparty na kolumnach, organy z końca XIX w. W kruchcie tablica upamiętniająca ofiary ostatniej wojny.
Do parafii Pstrążna należały: Pstrążna, Dzimierz, Żytna, Łańce, Rzuchów, Pstrążna – Podlesie i Czernica. 
Cmentarz znajduje się wokół kościoła – powierzchnia ok. 2 ha, uporządkowany w latach 1990 – 1993.
Najstarsze nagrobki pochodzą z początku XX w.
Na zach. od kruchty usytuowany jest nagrobek ks. Józefa Marcinka (1835 r.). Obmurówka z poziomą metalową płytą inskrypcyjną w języku polskim. Krzyż metalowy opleciony metalowym wężem.

### Inne obiekty w parafii
- Na wsch. od kościoła stoi kamienny krzyż „Boża Męka”, postawiony w 1884 r. z fundacji Jana i Barbary Świerczek. Postument wysmukły, prostopadłościenny, dwukondygnacyjny, z gzymsami. W górnej części trójlistnie zamknięta wnęka z figurką Matki Boskiej Bolesnej. Sam krzyż prosty, postawiony prawdopodobnie po 1945 r.

- W murowane ogrodzenie, zbudowane równocześnie z kościołem (ok. 1905 r.), wkomponowane są trzy kapliczki. Dwie z nich znajdują się na płn. i płd. od kościoła, murowane, otynkowane, z ceglaną dekoracją, otwarte w formie stlli zwieńczonych trójkątnie, ujętych słupkami. Trzecia kapliczka, w ogrodzeniu na pn.-zach. od kościoła, przy ulicy, zbudowana z cegły, otynkowana, z ceglaną dekoracją, na planie półkola. Od frontu półkoliście zamknięta, przeszklona wnęka figurą Matki Boskiej z Dzieciątkiem.

- Na wschód od kościoła znajduje się Grota Matki Boskiej Fatimskiej, murowana z kamienia, obrośnięta kwitnącym okazem bluszczu.

- Przy ul. Morcinka 16 w ogrodzeniu posesji usytuowana jest kapliczka, zbudowana ok. 1900 r., odnowiona w 1992 r. We wnęce figurka św. Urbana.

- Za zabudowaniami przy ul. Czernickiej, na skraju pól, stoi kamienny krzyż „Boża Męka” postawiony w 1902 r. W ostrołukowej wnęce figurka Matki Boskiej Bolesnej.

- Inny krzyż, stoi na zakolu drogi w kierunku Dzimierza, postawiony ok. 1950 r.

- Na skarpie drogi w kierunku Dzimierza usytuowany jest Pomnik Powstańczy.

- Na cmentarzu przed kościołem rośnie okazały dąb szypułkowy – Pomnik przyrody, obw. 550 cm, wys. ok. 24 m (nr rejestru 28/KAT).